# Степанів Ананій Іванович
Ананій Іванович Степанів (13 жовтня 1890, с. Вишнівчик, нині Перемишлянського району Львівської області, Україна – 24 травня 1919 під Журавно) — український студентський діяч, спортовець, військовик. Старший брат Олени Степанів.

## Життєпис

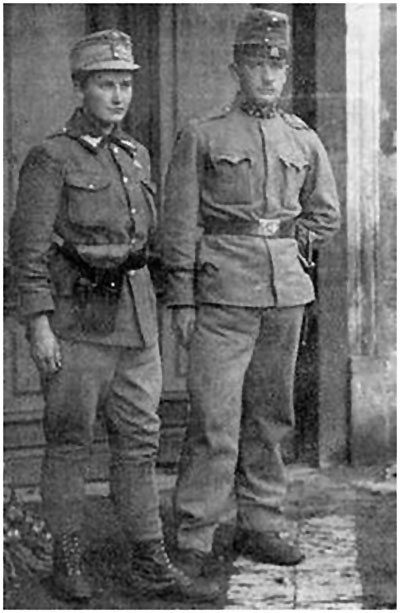
Олена та Ананій Степанів

Народився в 1890 році в с. Вишнівчик Перемишлянського повіту, Королівство Галичини і Володимирії, Австро-Угорщина (нині Перемишлянського району Львівської області, Україна) у родині священика УГКЦ отця Івана Степаніва та його дружини Марії. Батько ініціював створення читальні товариства «Просвіта» в селі.
Спортовець, заснував філіал товариства «Сокіл» у Вишнівчику. За прикладом брата Олена стала членом українського товариства «Сокіл»,.
Ананій грав на позиції півзахисника за команду копаного м'яча «Україна».
Навчався у Львівській академічній гімназії разом із Євгеном Коновальцем, а потім - на правничому факультеті Львівського університету.
Сотник Української Галицької армії, перший комендант м. Щирця.
Загинув у бою з поляками в 1919 р. під Журавно біля Жидачева. Похований у селі Заболотці (нині Бродівський район Львівська область), де на той час парохом села був його батько о. Іван Степанів.
22 червня 1923 року у Волоській церкві у Львові мало відбутися поминальне богослужіння за блаженної пам'яті Ананія Степаніва.